# Castellet (Canovelles)
El Castellet és una muntanya de 229 metres que es troba al municipi de Canovelles, a la comarca del Vallès Oriental. Al cim podem trobar-hi un vèrtex geodèsic (referència 291115001).